# Teletón (Messico)
Il Teletón in Messico è un avvenimento annuale, cominciato nel 1997, in cui, grazie a una trasmissione televisiva e radiofonica di più di 24 ore, si raccoglie denaro per aiutare a costruire dei centri di riabilitazione infantile chiamati “Centro de Rehabilitación Infantil Teletón”, o “CRIT” (italiano: ”Centro di Riabilitazione Infantile Teletón), per ragazzi con differenti infermità. La proposta del Messico è nata dell'iniziativa di Fernando Landeros. Il Teletón in Messico è prodotto da Televisa con più di 500 media messicani e stranieri, così come più di 100 imprese commerciali che sponsorizzano l'avvenimento. La missione stabilita del telethon è “fornire la conoscenza sulle infermità fisiche, dando un forte messaggio sul rispetto, l'uguaglianza ed aiutare a la gente in queste condizioni”.
Gli eventi scorsi sono durati circa 30 ore e dal 1997 tutti sono cominciati il primo venerdì di dicembre. Lo scorso Teletón ha avuto luogo il 5 e il 6 dicembre del 2008 ed è concettualizzato come “un progetto d'unità nazionale dove i messicani hanno l'opportunità di radunarsi e lavorare per la stessa causa”. Fino al 2003 l'ultima parte dell'avvenimento era un concerto nello Stadio Azteca, in seguito il luogo del concerto è cambiato ogni anno: nel 2004 e 2005 ha avuto luogo nella Piazza della Costituzione di Città del Messico, nel 2006 nel Foro Sol, nel 2007 e 2008 nell'Auditorio Nacional.
In aggiunta alla creazione dei CRIT per tutto il paese, il sistema CRIT e l'Universidad Autónoma del Estado de México (UAEM) hanno firmato un accordo nell'anno 2000 che ha creato due corsi dedicati alla formazione di professionisti capaci di lavorare con i bambini nei CRIT ed ha permesso la creazione dell'"Instituto Teletón de Estudios Superiores" (ITESUR), ubicato vicino al primo CRIT costruito. ITESUR è l'unica università nel Messico che concede diplomi in Terapia occupazionale e Fisioterapia.
Dal 1997 fino al 2004, l'attrice e cantante messicana, Lucero è stata fortemente impegnata in ogni edizione di Teletón ed è stata la principale portavoce per la maggior parte della trasmissione. Dopo una controversia fra la sua squadra di sicurezza e i mass media, il suo ruolo è stato minimizzato e altre personalità di Televisa sono state incluse nella trasmissione.

## CRIT
Il primo Teletón è stato trasmesso il 12 dicembre, 1997, il giorno che Televisa, insieme con altre 70 media di comunicazione l'hanno organizzato. Alla fine dell'edizione l'obiettivo economico è stato ottenuto e con un grande sovrappiù. Da allora in poi l'obiettivo è sempre stato raccogliere almeno la stessa quantità dell'anno precedente più un peso messicano, obiettivo sempre raggiunto cosicché Teletón ha permesso la costruzione di tredici CRIT. L'ubicazione dei CRIT è scelta su base geografica, in modo che ogni regione ne abbia almeno uno, però si è detto che l'obiettivo è costruirne uno in ogni stato. Alcuni sono stati costruiti in zone che “lo meritano” dipendendo del denaro che hanno ottenuto nelle edizioni precedenti.

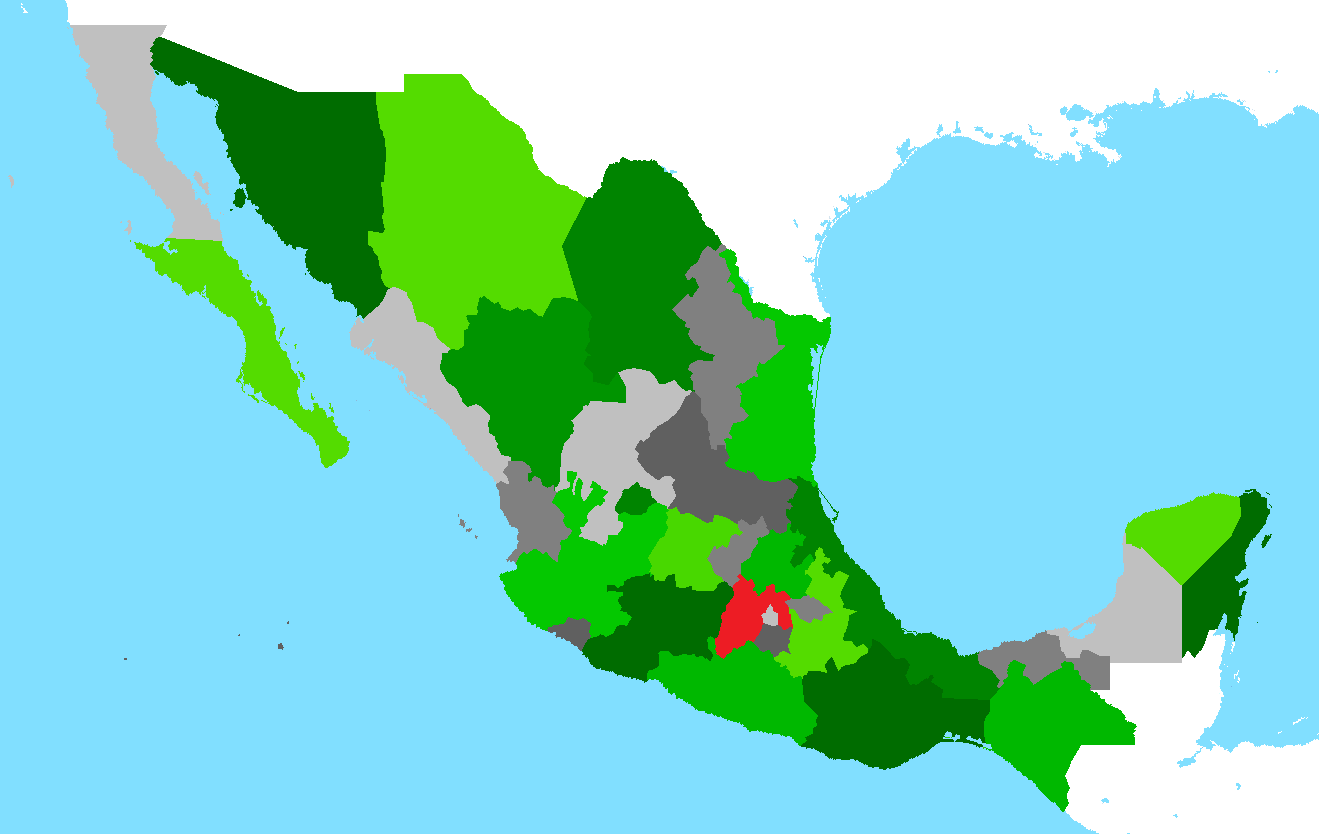
In verde, gli stati che hanno un CRIT.

- Stato del Messico – 13 maggio 1999
- Occidente – 29 settembre 1999
- Oaxaca – 7 dicembre 2001
- Aguascalientes – 6 dicembre 2002
- Coahuila – 5 dicembre 2003
- Guanajuato – 5 dicembre 2003
- Hidalgo – 25 novembre 2005
- Chihuahua – 23 novembre 2006
- Chiapas – 28 novembre 2006

I CRIT aperti nel 2007 sono quelli che sono stati aperti grazie alle donazioni da parte dei residenti:
- Quintana Roo – 29 novembre 2007, è stato costruito perché Quintana Roo era lo stato che aveva donato più.
- Nezahualcóyotl (Stato del Messico) – 27 novembre 2007, Nezahualcóyotl era il municipio che aveva donato più.
- Tamaulipas – 26 novembre 2008
- Yucatán – 14 gennaio 2009
- Veracruz - 18 novembre 2009
- Durango - 25 novembre 2009
- Sonora - 15 novembre 2010
- Baja California Sur - 23 novembre 2010

## Partecipazione dei mass media
Nella prima edizione, il Teletón ha avuto la partecipazione di 70 media nazionali. Un ruolo centrale l'hanno avuto i canali radiotelevisivi collegati o associati a Televisa, che hanno permesso una campagna di promozione a livello nazionale. L'edizione del 2007 ha visto la partecipazione di 500 media nazionali ed internazionali. La eccezione più notevole è quella della seconda catena messicana di televisione, TV Azteca, che non ha mai partecipato all'avvenimento, perché tutti i media sono obbligati a trasmettere il segnale di Televisa e TV Azteca rifiuta di farlo, esigendo il diritto di usare il suo proprio segnale.
Il 2007 ha anche marcato la prima volta che si sono ricevute donazioni di paesi stranieri: sono pervenute offerte della popolazione ispanica degli Stati Uniti, del Canada e della Spagna.
| Anno         | 1997 | 1998 | 1999 | 2000 | 2001 | 2002 | 2003 | 2004 | 2005 | 2006 | 2007 | 2008 |
| ------------ | ---- | ---- | ---- | ---- | ---- | ---- | ---- | ---- | ---- | ---- | ---- | ---- |
| Media Totale | 70   | 229  | 287  | 336  | 392  | 428  | 471  | 506  | 560  | 577  | 580  |      |

| Media                | Numero (2007) |
| -------------------- | ------------- |
| Stazioni TV          | 72            |
| Stazioni Radio       | 77            |
| Giornali             | 192           |
| Riviste              | 131           |
| Media Esterni        | 103           |
| Media Internazionali | 5             |
| Totale               | 580           |

## Edizioni
| Teletón             | Data             | Obiettivo in MXN | Denaro ottenuto | Eccesso (percentuale) | Equivalente in Lire Italiane ed Euro1 | Slogan                 | Traduzione                    | Obiettivo |
| ------------------- | ---------------- | ---------------- | --------------- | --------------------- | ------------------------------------- | ---------------------- | ----------------------------- | --- |
| Teletón México 1997 | 12 e 13 dicembre | 80000 $          | 138496840 $     | +73,12%               | 29573126704 £ MXN 0,0047 = ITL 1      | El amor hace milagros  | L'amore fa dei miracoli       | - Costruire ed equipaggiare due CRIT nello Stato di Messico e nell'Occidente. - Fondare il “Fondo Teletón per il Sostegno d'Istituzioni” (“Fondo Teletón de Apoyo a Instituciones” – FTAI), per aiutare altre istituzioni che s'occupano della stessa popolazione. |
| Teletón México 1998 | 4 e 5 dicembre   | 138496841 $      | 142937440 $     | +3,20%                | 23865523102 £ MXN 0,0060 = ITL 1      | El amor hace milagros  | L'amore fa dei miracoli       | - Assicurare le risorse operative per i due CRIT. - Continuare il FTAI. |
| Teletón México 1999 | 3 e 4 dicembre   | 142937441 $      | 158224117 $     | +10,70%               | 16616166 € MXN 9,5223 = EUR 1         | El amor hace milagros  | L'amore fa dei miracoli       | - Concedere delle ‘'’borse di studio'’' per i due CRIT. - Continuare il FTAI. |
| Teletón México 2000 | 8 e 9 dicembre   | 158224118 $      | 201168475 $     | +27,14%               | 23693639 €MXN 8,4904 = EUR 1          | Vamos a dar            | Andiamo a dare                | - Costruire ed equipaggiare il terzo CRIT nello stato di Oaxaca. - Concedere delle borse di studio per i due CRIT. - Assicurare le risorse operative per i due CRIT. - Continuare il FTAI.                                                                         |
| Teletón México 2001 | 7 e 8 dicembre   | 201168476 $      | 207408620 $     | +3,10%                | 25370775 € MXN 8,1751 = EUR 1         | Te estamos esperando   | Noi t'aspettiamo              | - Costruire ed equipaggiare il quarto CRIT nello stato di Aguascalientes. - Concedere delle borse di studio per i tre CRIT. - Continuare il FTAI. |
| Teletón México 2002 | 6 e 7 dicembre   | 207408621 $      | 217876247 $     | +5,05%                | 20929515 € MXN 10,41 = EUR 1          | ¡Un paso más!          | Un passo in più!              | - Costruire ed equipaggiare il quinto e sesto CRIT negli stati di Coahuila e Guanajuato. - Concedere delle borse di studio per i quattro CRIT. - Continuare il FTAI.                                                                                               |
| Teletón México 2003 | 12 e 13 dicembre | 217876248 $      | 247759351 $     | +13,72%               | 17931097 € MXN 13,8173 = EUR 1        | Lo hacemos todos       | Lo facciamo tutti             | - Costruire ed equipaggiare il quinto e sesto CRIT negli stati di Coahuila e Guanajuato. - Concedere delle borse di studio per i quattro CRIT. - Continuare il FTAI.                                                                                               |
| Teletón México 2004 | 3 e 4 dicembre   | 247759352 $      | 305650421 $     | +23,37%               | 20346040 € MXN 15,0226 = EUR 1        | Unidos por el amor     | Uniti dall'amore              | - Costruire ed equipaggiare il settimo CRIT a Pachuca, nello stato di Hidalgo. - Concedere delle borse di studio per i sei CRIT. - Continuare il FTAI. |
| Teletón México 2005 | 2 e 3 dicembre   | 305650422 $      | 349190470 $     | +14,25%               | 27703855 € MXN 12,6044 = EUR 1        | Ayudar es amar         | Aiutare è amare               | - Costruire ed equipaggiare l'ottavo e nono CRIT negli stati di Chihuahua e Chiapas. - Concedere delle borse di studio per i sette CRIT. - Continuare il FTAI. |
| Teletón México 2006 | 8 e 9 dicembre   | 349190471 $      | 420369748 $     | +20,38%               | 29304270 € MXN 14,345 = EUR 1         | Necesitamos tu amor    | Abbiamo bisogno del tuo amore | - Costruire ed equipaggiare il decimo ed undicesimo CRIT à Nezahualcóyotl, Stato del Messico e a Cancún, Quintana Roo. - Concedere delle borse di studio per i nove CRIT. - Continuare il FTAI.                                                                    |
| Teletón México 2007 | 7 e 8 dicembre   | 420369749 $      | 439968534 $     | +4,66%                | 27829201 € MXN 15,8096 = EUR 1        | El Teletón eres tú     | Il “Teletón” sei tu           | - Costruire ed equipaggiare il dodicesimo e tredicesimo CRIT in Tamaulipas e Yucatán. - Continuare il FTAI. - Donare il 10% del totale ottenuto per aiutare la popolazione colpita dall'inondazione di Tabasco del 2007 e per la frana in Chiapas.                 |
| Teletón México 2008 | 5 e 6 dicembre   | 439968535 $      | 440404909 $     | +0,09%                | 25229573 € MXN 17,4559 = EUR 1        | El Teletón lo haces tú | Il “Teletón” lo fai tu        | - Costruire ed equipaggiare il quattordicesimo e quindicesimo CRIT nello stato di Durango e a Poza Rica, Veracruz. - Assicurare le risorse operative per i quindici CRIT. - Continuare il FTAI.                                                                    |
| Teletón México 2009 | 4 e 5 dicembre   | 440404910 $      | $-              | -%                    | €-                                    | PEA                    | PEA                           | - PEA |

Nota:1: equivalenza fatta con il tasso di cambio corrente il giorno dell'avvenimento.

## Sostegno degli sponsor
Le operazioni del Teletón sono anche sostenute da alcune imprese che finanziano una parte delle spese dei CRIT tutto l'anno e fanno delle donazioni economiche nei giorni dell'avvenimento. Un vantaggio è che vi è un solo sponsor per ogni categoria di prodotto, perciò solamente il logo delle più di venti imprese saranno trasmessi nello spettacolo, proibendo alla concorrenza l'accesso alla maggior parte dei mass media per due giorni.
Nella prima edizione c'erano solamente 9 sponsor e nel 2008 il numero è arrivato a 26.

## Critica
Dalla prima edizione, il Teletón è stato soggetto alla critica per molte ragioni. Ci sono tre critiche principali fatte all'organizzazione:
- L'eccesso dei momenti sdolcinati. Il programma consiste in numeri musicali, in pubblicità degli sponsor e nelle storie dei bambini chi sono stati aiutati per i CRIT, tutto collegato dai presentatori. La critica è che le storie dei bambini siano abbastanza drammatiche e siano montate in maniera tale che sembrino più teatrali, i presentatori tendono a piangere ogni volta che appaiono dicendo che il livello delle donazioni dell'anno scorso fosse migliore.
- Ogni anno si genera la preoccupazione che l'obiettivo non sia ottenuto, durante le 30 ore di trasmissione le donazioni delle imprese sono già sommate, ma improvvisamente il livello delle donazioni si alza rapidamente e/o altri sponsor appaiono per fare le loro donazioni o per fare una doppia donazione per i lavoratori, assicurando l'obiettivo e lasciandolo più alto per l'anno successivo. Nell'edizione del 2007, 30 minuti prima della fine della trasmissione e con una distanza di 31000000 $ dall'obiettivo, tutti i presentatori sono apparsi nello schermo, alcuni piangendo e gli altri sul punto di farlo, chiedendo alla gente di donare. Negli 30 minuti seguenti, il ritmo delle donazioni si è alzato vertiginosamente, ottenendo quasi 33000000 $ in modo molto sospetto.
- Gli sponsor usano le donazioni per ottenere deduzioni delle imposte: il Teletón ha luogo alla fine dell'anno fiscale e ciò permette che le imprese deducano le loro donazioni prima di dichiarare i loro redditi.